# Scutigera linceci
Scutigera linceci är en mångfotingart som först beskrevs av Charles Thorold Wood 1867.  Scutigera linceci ingår i släktet Scutigera och familjen spindelfotingar. Inga underarter finns listade i Catalogue of Life.